# Веселин Мисита
Веселин Мисита (Буна, код Мостара, 19. март 1904 — Лозница, 31. август 1941) био је потпуковник Југословенске војске. Након окупације формирао је Војночетнички одред, са којим је ослободио Лозницу и том приликом погинуо.

## Биографија
Основну школу и гимназију завршио је Бања Луци, после чега је усписао Војну академију у Сарајеву, коју је завршио 1934. године. Касније је упућен на школовање у Француску и Чехословачку, где је научио француски, чешки и немачки језик.  Имао је успешну војну каријеру, унапређен је, после чега је постао најмлађи мајор у Краљевини Југославији. Мисита је био прави атлета и спортиста, пре рата је победио на армијском такмичењу у скијању.
Априлски рат га је затекао на положају команданта артиљеријског пука у Бања Луци, у чину потпуковника. Био један од официра који нису признали капитулацију државе, остао је веран датој војничкој заклетви. Предводио је групу официра, који су били истомишљеници. Они су се сукобили током маја 1941. године са усташама код Добоја и тиме дали до знања да геноцидни талас против Срба у НДХ не може да прође без отпора.

### Стварање организације и устанак
Потпуковник Мисита када је чуо да се у рејону Западне Србије у околини Сувобора налази група официра и подофицира предвођена генералштабним пуковником Драгољубом Михаиловићем, који је почео да ствара војно-четничку организацију према правилима гериле, ради пружања отпора окупатору, Мисита се упутио на Равну гору почетком јула 1941. и ставио на расположење пуковнику Михаиловићу. Пуковник Михаиловић је ради ширења и јачања четничке организације, официре распоређивао по срезовима. Потпуковник Мисита, капетан Драгослав Рачић и мајор Војислав Пантелић упућени су у Подриње, Поцерину и Мачву. Ова група са посебним упутствима почела је са стварањем формацијских јединица. Током лета 1941. године, прво су формирали штабне чете, а потом Јадарски четнички одред и Церски четнички одред. На планини Гучево је основан Јадарски четнички одред од стране мајора Војислав Пантелића и резервног поручника јеромонаха Георгија Бојића, а капетан Рачић заједно са потпоручником Ратком Теодосијевићем на планини Цер оснива Церски четнички одред. Почетком августа 1941. године потпуковник Веселин Мисита и мајор Бошко Тодоровић са посебним инструкцијама од пуковника Михаиловића стижу на планину Цер код капетана Рачића за почетак заједничке акција против усташа и Немаца у НДХ (Источној Босни) и против Немаца у целом Подрињу. Мајор Бошко Тодоровић се одмах упутио са групом официра за источну Босну ради помоћи српским устаницима у НДХ-а, а потпуковник Веселин Мисита се упутио у манастир Троноша где је са поручником и игуманом манастира Георгијом Бојићем приступио припремама Јадарског четничког одреда за борбе против Немаца у Подрињу.

### Напад на Немце у Лозници
Одлука о нападу на Немце у Лозници и дизању устанка у Подрињу донета је на састанку у манастиру Троноша 30. августа 1941. године, супротно инструкцијама Драгољуба Михаиловића да се чека са устанком. На конференцији су били присутни потпуковник Веселин Мисита, артиљеријски капетан прве класе Драгослав Рачић, игуман манастира и резервни поручник јеромонах Георгије Бојић, поручници Лазар Савић и Ратко Мартиновић и резервни поручник Никола Гордић, као и британски обавештајац инжењер Хербарт Мулер. За команданта ове акције је постављен потпуковник Мисита, који је мобилисао све националне снаге у Јадру, за напад на Немце у Лозници мобилисао је око 1.700 бораца. Потпуковник Мисита кренуо у напад на Лозницу 31. августа 1941. године предводећи Јадарски четнички одред. Командант Мисита је погинуо на челу својих бораца, бацајући бомбе на Немце код кафане Лазе Хајдуковића где су Немци поставили јако митраљеско гнездо. Лозница је ипак била ослобођена, команду над устаницима преузели су капетан Богдан Дрљача и поручник Георгије Бојић, који су су успешно савладали Немце. У борбама за ослобођење Лознице заробљена су 93 Немаца, а известан број је погинуо и рањен. Потпуковник Мисита је предводио напад на Немце у Лозници, која је постала први ослобођен град од Немаца у Европи. Краљевска влада, која је била у избеглиштву у Лондону, постхумно је унапредила првог устаника Веселина Миситу у чин пуковника и одликовала га је Карађорђевом звездом.